# Cassidy Bargell
Pas d'image ? Cliquez ici

a Compétitions nationales et continentales officielles uniquement.

b Matchs officiels uniquement.
Cassidy Bargell, née le 28 décembre 1999 à Silverthorne (États-Unis), est une joueuse internationale américaine de rugby à XV évoluant au poste de demi de mêlée. Elle joue avec les Boston Banshees.

## Biographie
Cassidy Bargell naît le 28 décembre 1999 à Silverthorne (Colorado) aux États-Unis. Elle découvre le rugby au collège, à Summitt. En 2018 elle intègre le programme national scolaire de rugby à sept.
Elle part étudier la biologie à l'université Harvard, qu'elle a choisie en partie pour la qualité de son programme de rugby. Elle y remporte un titre national universitaire en 2019. Fin 2020, elle ressent une douleur croissante au ventre. Elle a connu ces symptômes depuis l'enfance, mais ils disparaissaient. Or pour la première fois ils s'intensifient. Elle joue malgré tout mais la douleur la handicape de plus en plus. Elle mange peu, ne peut plus jouer, mange à peine, et les médecins ne savent pas ce qu'elle a. En novembre 2021, elle doit subir une colectomie ainsi qu'une iléostomie. Quelques mois plus tard elle reprend le jeu, avec un appareillage spécifique. Malheureusement elle se rompt les croisés et manque la fin de sa dernière saison avec Harvard.
En 2023, elle figure parmi les joueuses nommées pour le MA Sorensen Award, prix qui récompense la meilleure joueuse universitaire de l'année.
Elle joue en 2024 pour le Beantown RFC (en). Elle devient internationale au mois de mars contre les Boks. Elle compte, à la fin de l'été 2024, deux sélections en équipe des États-Unis quand elle est retenue pour le WXV au Canada.
En 2025, elle joue la première saison de WER avec les Boston Banshees puis est appelée avec les Eagles pour la Pacific Four Series.

## Palmarès
- Vainqueure du championnat universitaire des États-Unis en 2019

### Distinctions
- Élue joueuse universitaire de rugby à sept de l'année en 2019
- Nommée dans l'équipe universitaire de l'année en 2022
- Nommée pour le MA Sorensen Award en 2023